# Heckelberg-Brunow
Heckelberg-Brunow é um município da Alemanha, situado no distrito de Märkisch-Oderland, no estado de Brandemburgo. Tem 35,41 km² de área, e sua população em 2019 foi estimada em 692 habitantes.